# 沮渠麴粥
沮渠麹粥（？—397年），临松（今甘肃省张掖南）卢水胡人。十六國北凉將領。沮渠蒙逊伯父。
先世为匈奴左沮渠，以官为氏，世代为部帅。后来归附后凉吕光，为三河郡太守。后凉龙飞二年（397年），和兄沮渠罗仇跟随吕光伐西秦，前军兵败，因为吕光好信谗言，沮渠麹粥劝兄弟起事，沮渠罗仇没有听从。不久，因为败军之罪和罗仇都被吕光杀死。